# Brachyrhaphis
Brachyrhaphis es un género de peces actinopeterigios de agua dulce, distribuidos por ríos de América Central.

## Especies
Existen doce especies reconocidas en este género:
- Brachyrhaphis cascajalensis (Meek y Hildebrand, 1913)
- Brachyrhaphis episcopi (Steindachner, 1878)
- Brachyrhaphis hartwegi Rosen y Bailey, 1963
- Brachyrhaphis hessfeldi Meyer y Etzel, 2001
- Brachyrhaphis holdridgei Bussing, 1967
- Brachyrhaphis olomina (Meek, 1914)
- Brachyrhaphis parismina (Meek, 1912)
- Brachyrhaphis punctifer (Hubbs, 1926)
- Brachyrhaphis rhabdophora (Regan, 1908)
- Brachyrhaphis roseni Bussing, 1988
- Brachyrhaphis roswithae Meyer y Etzel, 1998
- Brachyrhaphis terrabensis (Regan, 1907)